# Taira no Sadafumi
Taira no Sadafumi est un nom japonais traditionnel ; le nom de famille (ou le nom d'école), Taira, précède donc le prénom (ou le nom d'artiste).
Taira no Sadafumi ou Taira no Sadafun (平貞文)
(872? - 13 novembre 923) est un poète et courtisan kuge japonais du milieu de l'époque de Heian. Il est petit-fils de l'empereur Kanmu et son père est Taira no Yoshikaza, un des membres fondateurs du clan Taira. Il fait partie de la liste des trente-six poètes immortels du Moyen Âge (Chūko Sanjūrokkasen).
En 874, son père reçoit le nom de Taira et Sadafumi le reçoit de la même façon. En 891, il est nommé  udoneri et en 906 il est promu jugoi. Il est nommé plus tard chambellan et en 922 élevé au titre de shōgoi. Il meurt l'année suivante, courtisan à l'âge de 50 ans.
Comme auteur de poésie waka, il ne participe qu'à trois utaawase (concours de poésie), mais neuf de ses poèmes sont inclus dans l'anthologie impériale Kokin Wakashū. Il entretient des relations artistiques avec d'autres poètes comme Ki no Tsurayuki, Mibu no Tadamine, Ōshikōshi no Mitsune et Ariwara no Motokata, entre autres. Le style agréable de ses poèmes le fait appeler du surnom Heichū (平中) et il est considéré comme le personnage principal du conte poétique Heichū Monogatari, écrit par un anonyme à l'époque Heian. 
Une compilation de ses poèmes a été faite et vingt-six d'entre eux sont inclus dans diverses anthologies impériales.

## Source de la traduction
- (es) Cet article est partiellement ou en totalité issu de l’article de Wikipédia en espagnol intitulé « Taira no Sadafumi » (voir la liste des auteurs).